# رأی‌گیری انباشته
رأی‌گیری انباشته (به انگلیسی: cumulative voting) یا رأی‌گیری تراکمی، مدلی از رأی گیری برای انتخاب اعضای هیئت مدیره شرکت‌ها می‌باشد. رأی‌گیری انباشته چند رأی متعدد برای یک عضو واحد هیئت مدیره را مجاز می‌دارد، به اینصورت که با توجه به تعداد افراد موردنیاز هیئت مدیره، به‌ازای مالکیت هر واحد سهام، یک امتیاز داده خواهد شد. رأی‌گیری تراکمی به این منظور طراحی شده، که گروه اقلیت سهام‌داران نیز بتوانند، تا حدی در کنترل شرکت دخالت داشته باشند. این دخالت از طریق انتخاب دست‌کم یک نفر در هیئت مدیره صورت می‌گیرد.
برای مثال، فرض کنید قرار است ۵ عضو هیئت مدیره انتخاب شود. کسی که مالک ۱۰۰ سهم است، می‌تواند برای هر ۵ نفر، ۱۰۰ رأی بدهد. بنابراین، شخص یاد شده، در مجموع ۵۰۰ رأی می‌تواند بدهد. چنان‌چه رأی‌گیری تراکمی مجاز باشد، این شخص می‌تواند آرای خود را جمع کند و به نفع یک عضو هیئت مدیره ۵۰۰ رأی بدهد، به‌جای این‌که به هر یک از ۵ نفر، ۱۰۰ رأی بدهد.
از ۱۸۷۰ تا ۱۹۸۰ از این روش برای انتخاب اعضای پارلمان ایالتی ایلینوی استفاده می‌شد.